# Empusa pennicornis
Empusa pennicornis es una especie de mantis de la familia Empusidae.

## Distribución geográfica
Se encuentra en Asia Central.

## Subespecies
- E. p. angulata (Uzbekistán)
- E. p. baysunica (Kazajistán y Uzbekistán)
- E. p. buharica (Uzbekistán)
- E. p. caputobtusa (Tayikistán)
- E. p. condarinica (Tayikistán)
- E. p. copetdagica (Turkmenistán)
- E. p. hodshamuminica (Tayikistán)
- E. p. iliense (Kazajistán)
- E. p. longoapicale (Kazajistán)
- E. p. longidorsa (Tayikistán)
- E. p. luppovae (Tayikistán)
- E. p. mujuncumica (Kazajistán)
- E. p. orientalis (Kazajistán)
- E. p. similis (Tayikistán)
- E. p. vidorsa (Kazajistán y Tayikistán)